# Тальша (приток Улиты)
Тальша — река в России, протекает по Кольскому району Мурманской области. Длина Тальши составляет 20 км, площадь водосборного бассейна — 97,4 км².
Начинается на северном склоне горы Чалмтундра. Течёт сначала в северо-западном направлении, у истока — по горам и заболоченной долине, далее — по елово-берёзовому лесу. Протекает через озеро Тальша. В низовьях, от озера, течёт на юго-запад, сильно порожиста. Устье реки находится в 27 км по правому берегу реки Улиты на высоте 103,2 метра над уровнем моря.
Основной приток — речка Крыловка — впадает в озеро на восточном берегу.

## Данные водного реестра
По данным государственного водного реестра России, Тальша относится к Баренцево-Беломорскому бассейновому округу. Водохозяйственный участок реки — Тулома от Верхнетуломского гидроузла и до устья. Речного подбассейна Тальша не имеет, её речной бассейн — бассейны рек Кольского полуострова, впадает в Баренцево море.
Код объекта в государственном водном реестре — 02010000412101000001348.